# Madonna: Truth or Dare
Madonna: Truth or Dare —conocida en español como En la cama con Madonna y A la cama con Madonna—, es una película documental estadounidense de 1991 que relata la vida de la cantante y compositora estadounidense Madonna durante una de sus giras de conciertos, Blond Ambition World Tour (1990). Fue bien recibido tanto por la crítica como por el público.

## Argumento
El 13 de abril de 1990, la cantante Madonna comienza el Blond Ambition Tour. En el escenario, ella canta y baila interpretando su papel como "diosa del sexo", una escandalosa y provocadora mujer. Entre los bastidores, muestra su lado "real"; sus bailarines son como una familia, y discuten sus problemas de amor, de familia y diversión. Tanto en el escenario como detrás de él, Madonna aparece llamando la atención con una actitud irreverente.
La gira pasa por diversas capitales del mundo, donde ella y su equipo conversan con personajes populares. En Madrid, la cantante acude a una fiesta organizada por Pedro Almodóvar y cae fascinada ante un joven Antonio Banderas; intenta seducirlo a pesar de que sabe que está casado, y al no conseguirlo afirma: «No puede ser tan perfecto; la tendrá pequeña». En aquella época, Banderas era un actor poco conocido fuera de España, y esta escena lo catapulta a la fama internacional.

## Vídeos promocionales
Versiones en vivo de "Like a Virgin", "Holiday", "Hanky Panky" y "Keep It Together" fue lanzado como videos musicales de MTV para promocionar la película.

## Demandas
El 21 de enero de 1992, tres de los bailarines de la gira Blond Ambition Tour (Crume Oliver, Kevin Stea y Trupin Gabriel) presentaron una queja en contra de Madonna. El hecho que se denunció fue que "la cantante había invadido la privacidad de sus bailarines durante la filmación del documental, y se había beneficiado a través del fraude y/o el engaño, la tergiversación, la supresión deliberada de la verdad y la imposición intencional de angustia emocional para los hombres la vista de la intimidad en el documental". Según fuentes de la época, alguno de los bailarines había desvelado su homosexualidad ante las cámaras sin pensar que la grabación se difundiría masivamente en cines. 

## Premios
- American Cinema Editors- Nominado Mejor Montaje de Documental.
- Razzies - Nominada para la peor actriz (Madonna).

## Disponibilidad
Fue lanzado en VHS, discos de vídeo, VCD (sólo en Asia) y más tarde en DVD y Blu-ray.

## Banda sonora

### Lista de canciones
Tomas de conciertos incluye:
- "Express Yourself"
- "Oh Father"
- "Like a Virgin"
- "Promise To Try" (montaje para la película, no actuación en un concierto)
- "Holiday"
- "Live to Tell"
- "Vogue"
- "Family Affair"/"Keep It Together"

Más extractos de
- "Papa Don't Preach"
- "Like a Prayer"
- "Causing a Commotion"

Edición Especial en VHS
- "Like a Prayer"
- "Hanky Panky"